# Amphipyra anophthalma
Amphipyra anophthalma là một loài bướm đêm trong họ Noctuidae.